# Microgaming
Apricot Investments, раніше відома як Microgaming — компанія з розробки ПЗ для азартних ігор, працює на Острові Мен. 2025 року компанія змінила назву на Apricot Investments.

## Історія та розвиток
Компанія Microgaming була заснована 1994 року, вона стала одним із піонерів індустрії онлайн-гемблінгу. 2003 року було запущено мережу онлайн-покеру Microgaming Poker Network (MPN), яка проіснувала до 2020 року.
У травні 2009 року один зі слотів компанії, Mega Moolah, виплатив $6,3 млн, що стало найбільшою виплатою в онлайн-казино на той час. Новий світовий рекорд Гіннеса було встановлено 6 жовтня 2015 року, коли британський гравець виграв 13,2 млн фунтів (17,9 млн євро)[джерело?].
2022 року компанія Games Global придбала агрегаційну платформу Microgaming Quickfire та її каталог ігор. Так Microgaming змінила фокус із виробництва контенту на платформові технології.
2025 року компанія змінила назву на Apricot Investments. Новий CEO Стівен Фіск заявив, що компанія зосередиться на послугах для невеликої кількості партнерів, серед яких Betway. Ігри Microgaming також лишилися доступними через оператора Games Global.

## Технології
- Штучний інтелект (AI): виявлення шахрайства, аналіз поведінки гравців, персоналізовані ігрові рекомендації.
- Mobile-first геймінг: розробка мобільних програм.
- Блокчейн: застосовується для верифікації гравців та платежів[2].

Компанія співпрацює з GamCare та реалізує місцеві програми на Острові Мен.

## Керівництво
Після 17 років роботи на посаді CEO Роджера Ратгевера, у 2018 році його змінив Джон Коулмен, який раніше був фінансовим директором. Згодом посаду CEO обіймав Ендрю Клукас, колишній операційний директор. У травні 2023 року компанію очолив Стівен Фіск, який до цього також працював на посаді операційного директора. Фіск має 20-річний досвід в індустрії азартних ігор, зокрема він працював у Rational Group (власник PokerStars), де займався розвитком напрямку спортивних ставок.

## Розробки
Microgaming розробила понад 300 варіантів програм, більшість розробок мали 5 барабанів і 20-25 ліній виплат. Тематика відеослотів охоплювала фентезі, франшизи, класичні слоти, фрукти та зомбі. У травні 2016 року компанія запустила ігри для віртуальної реальності з використанням технології Oculus Rift, з акцентом на VR-рулетку.

## Нагороди
- EGR B2B Awards 2016 — програмні продукти для покерних ігор[7]
- Global Gaming Awards 2016 — цифровий продукт року[8]
- IGA 2016 — інноватор року[9]
- Malta Gaming Awards — Платформа слотів року 2018[9]